# Kozji hrbet (dolina Bela)
Kozji hrbet  (dolina Bela) je okoli 600 m dolg in okoli 100 do 150 m širok hrbet po sredini doline Bela, ki se začne ob zahodnih strminah Blažunovih peči oziroma ob vznožju Obešnika in se polagoma spušča do Pediceljnove skale. Vmes sta dva izrazitejša hitra spusta, kot bi bil hrbet sestavljen iz treh delov. Hrbet je nasutje oziroma ostanek nasutij, to je plazenj in podorov s strmin Belščice, v največji meri je to ostanek v Podbelščici porušenega precej velikega hriba Čikla, ki se je dokončno porušil 13. novembra leta 1789. Hrib naj bi se domnevno rušil v več podorih, tudi v štirih zelo velikih in sicer domnevno v letih 1384, 1511, 1665 in 1789. Letnica 1665 je vsekana v veliko skalo v robu Kozjega hrbta, na južni strani. Ta hrbet torej ni vsa zemljina, ki je bila nasuta z Belščice, ampak je danes to le še ostanek teh nasutij. Domnevno je več kot polovico zemljine (?) teh nasutij odnesla pobesnela voda (drobirski tok), oziroma katastrofalna povodenj ob zrušitvi hriba Čikla, leta 1789. Po nekaterih zelo skopih podatkih naj bi se povodenj, (leta 1789) ob zelo, zelo velikih količinah vode, zgodila v treh izjemno močnih sunkih in to v sorazmerno kratkem času. Pobesnela voda (drobirski tok) naj bi nasutja z Belščice (v dolini Bela) najprej temeljito razkopala in si nato vanje vrezala zelo globok in ponekod sorazmerno širok kanal. To je danes dolina od zgornjega roba soteske Tesen pa do Pediceljnove skale, dolina torej, ki poteka vzporedno s Kozjim hrbtom (tik ob njem). Na kanal še najbolj spominja soteska Tesen. Ob tej katastrofalni povodnji je drobirski tok, z iztrgano zemljino iz nasutij, nasul spodnji del doline Bela : Zevnike, vas Koroško Belo in zelo velike površine zemljišč nižje od vasi, skoraj do savskega roba (površina nasutij več kot 300.000 m2)   .